# 8070 DeMeo
8070 DeMeo eller 1981 EM30 är en asteroid i huvudbältet som upptäcktes den 2 mars 1981 av den amerikanska astronomen Schelte J. Bus vid Siding Spring-observatoriet. Den är uppkallad efter Francesca DeMeo.
Asteroiden har en diameter på ungefär 8 kilometer.